# 燧岳

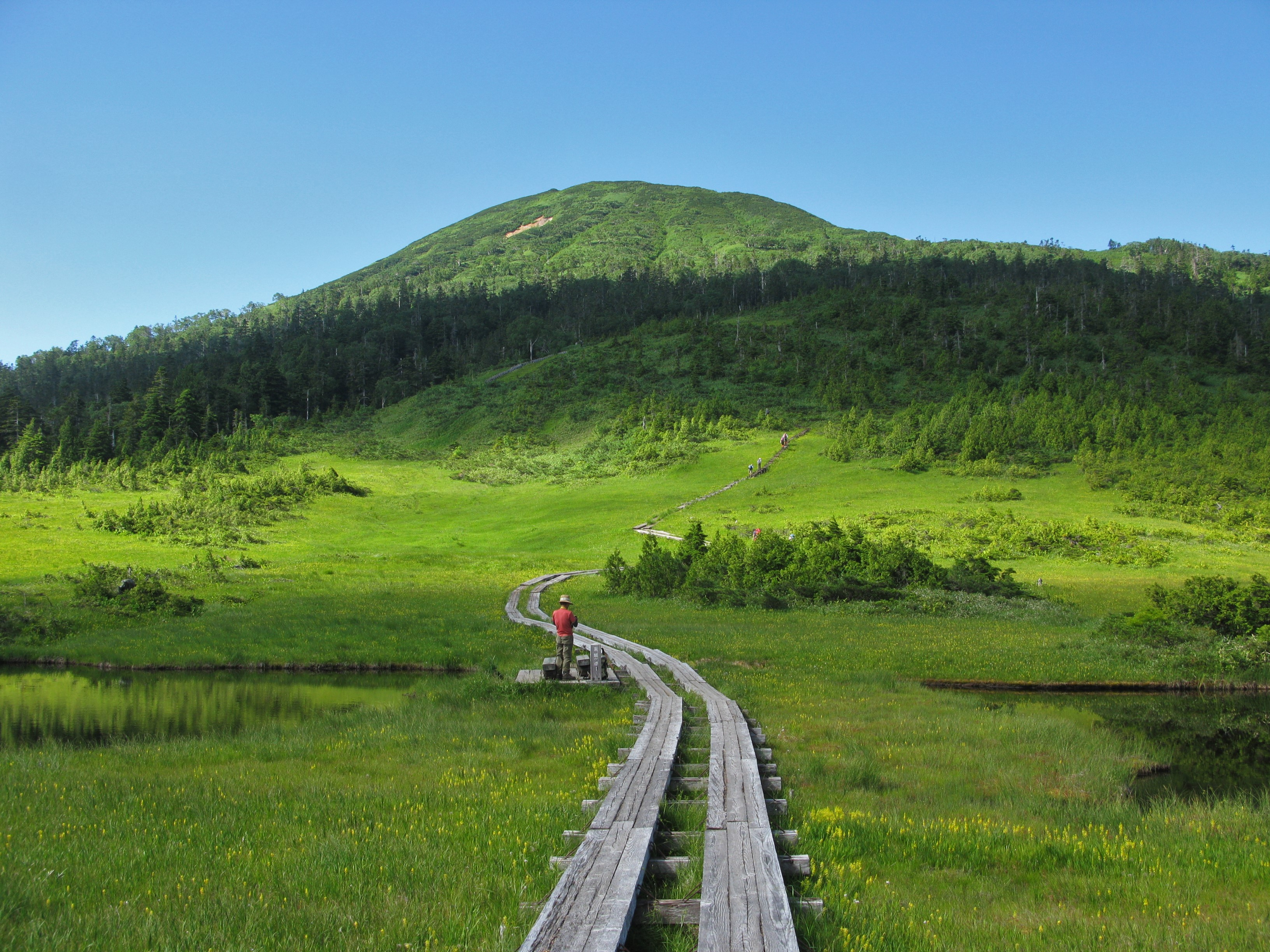
從熊澤田代往燧岳的御池登山口出發

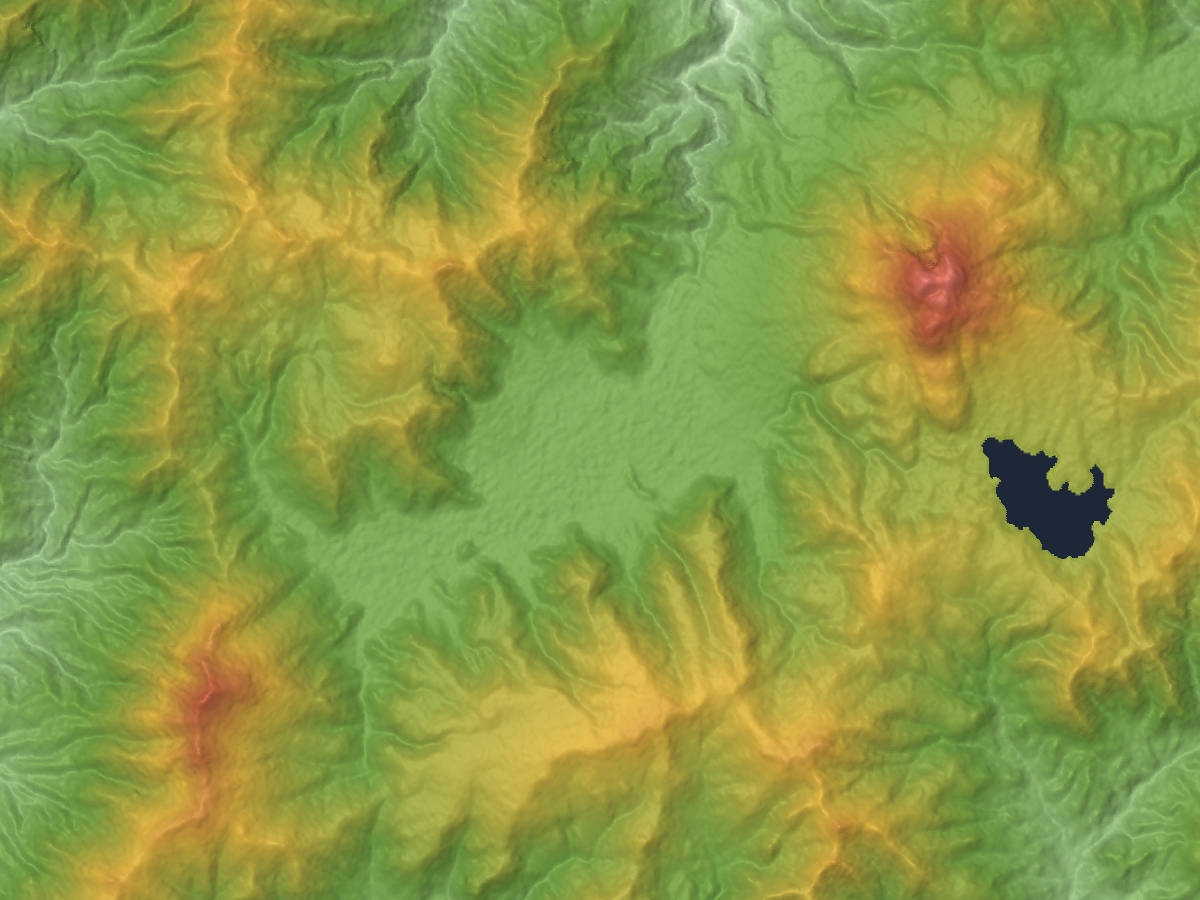
尾瀨周邊地形圖。左下方是至佛山，右上方是燧岳火山。

燧岳（日語：燧ヶ岳、燧ケ岳、ひうちがたけ）是位于日本福岛县南会津郡檜枝岐村，尾濑国立公园内的一座複式火山，高 2,356 米，是日本东北地区最高的山， 也是日本百名山之一。  

## 形态
燧岳大約於35萬年前形成。约16万至17万年前的爆發產生了大量火山碎屑流沉积物。山顶有两个穹丘（赤ナグレ和御池岳）。大约 3500 年前，位於南方的穹丘（赤ナグレ）噴發產生粘稠的熔岩流，顺着火山的南部和西部流下。而史上僅有的火山活動則是發生於御池岳。

## 有紀錄的喷发

### 1544年
史上唯一有记录的活动發生在 1544 年 7 月 28 日，御池岳穹丘发生蒸汽喷发，形成了火山泥流及火山碎屑層。